# Xiao (Suzhou)

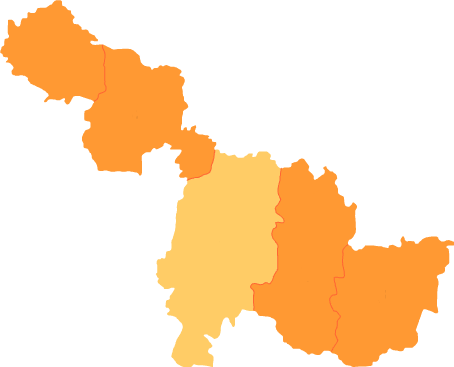
Lage des Kreises Xiao im Gebiet der bezirksfreien Stadt Suzhou

Der Kreis Xiao (chinesisch 萧县, Pinyin Xiāo Xiàn) ist ein Kreis im Norden der chinesischen Provinz Anhui. Er gehört zum Verwaltungsgebiet der bezirksfreien Stadt Suzhou (宿州). Er hat eine Fläche von 1.847 Quadratkilometern und zählt 1.198.000 Einwohner (Stand: Ende 2018). Sein Hauptort ist die Großgemeinde Longcheng (龙城镇).

## Administrative Gliederung
Auf Gemeindeebene setzt sich der Kreis aus achtzehn Großgemeinden und fünf Gemeinden zusammen. 